# Sturköpfe
Sturköpfe ist ein deutscher Fernsehfilm der ARD aus dem Jahr 2015.

## Handlung
Die 30-jährige Erzieherin Sissi Fischbacher lässt sich zur Reha-Trainerin für Blinde umschulen, fällt aber durch die entscheidende praktische Prüfung, da es ihr schwerfällt, sich emotional zu beherrschen. Sie erhält jedoch noch eine Chance: Wenn sie sich bei der Betreuung des kürzlich erblindeten schwedischstämmigen Stahlfabrikanten Theo Olsson bewährt, erhält sie ihr Diplom.
Sissi lebt noch bei ihrer psychisch labilen Mutter Gloria, die einen Beauty-Salon betreibt und mit gescheiterten Männerbeziehungen zu kämpfen hat, und ist als beste Freundin immer für sie da, wenn sie Hilfe braucht. Dafür verzichtet Sissi weitgehend auf ein eigenes Privatleben.
Olsson erweist sich von Anfang an als schwieriger Patient. Er ist ohnehin schon schwer zu ertragen und steht unter zusätzlichem Stress, da er sich für die 400 Beschäftigten des von ihm aufgebauten Stahlwerks verantwortlich fühlt, das aktuell von Schließung bedroht ist. Olsson stellt an sich und damit auch an Sissi den Anspruch, innerhalb weniger Wochen sein Unternehmen als Blinder ebenso souverän führen zu können wie vorher. Sissi muss viel Ablehnung einstecken und auf persönliche Demütigungen hin klare Grenzen setzen, bevor Olsson sich Stück für Stück auf sie und ihr Reha-Programm einlässt. Außerdem lernt Sissi Olssons Sohn Jens kennen, der nach seinem Wirtschaftsstudium zur Enttäuschung seines Vaters Realschullehrer geworden und darin auch sehr gut und glücklich ist. Jens kennt seinen Vater nur als unausstehlichen Sturkopf und vermeidet jeden unnötigen Kontakt. Olssons Frau hat die Familie 26 Jahre zuvor verlassen, seitdem ist Olsson persönlich einsam.
Trotz aller Probleme finden Sissi und Olsson langsam einen Draht zueinander. Während sie ihm klarzumachen versucht, dass er lernen muss, Hilfe anzunehmen, analysiert er auch scharfsinnig ihre persönliche Situation aus dem, was er davon mitbekommt, und führt ihr vor Augen, dass sie nicht für die Probleme ihrer Mutter verantwortlich ist und ihr eigenes Leben finden muss. Die wachsende Sympathie zwischen Sissi und Olsson trägt auch dazu bei, dass Olsson und sein Sohn sich wieder einander annähern. Sissi verliebt sich in Jens und wagt nach Theo Olssons Zuspruch einen Versuch, ihm das mitzuteilen, was für sie jedoch enttäuschend ausgeht. Auf Sissis Idee hin begleitet Jens Olsson seinen Vater zum entscheidenden Termin mit der Bank, um sein Stahlwerk zu retten.
Zuletzt sieht Olsson ein, dass er nach seiner Erblindung sein Unternehmen nicht wie vorher weiterführen kann. Er verkauft es gegen die Zusicherung, dass alle Arbeitsplätze erhalten bleiben, und versöhnt sich auch mit Jens. Sissi bekommt ihr Diplom und zieht in eine eigene Wohnung, obwohl es ihrer Mutter schwerfällt, sie gehen zu lassen. Später besucht sie Olsson erneut, aus Freundschaft. Olsson hat gelernt, mit seiner Blindheit zu leben.

## Kritiken
„‚Sturköpfe‘ schlingert im Klischeemorast, aber rutscht dank der sehr guten handwerklichen Leistung aller Mitwirkenden nicht darin aus.“

„Im Grunde ist der Titel ‚Sturköpfe‘ eine Inhaltsangabe: Pia Strietmann erzählt in ihrem ersten Fernsehfilm nach dem Kinodebüt ‚Tage, die bleiben‘ (2011) die Geschichte zweier Widerspenstiger, die sich gegenseitig zähmen. Die personelle Konstellation, aus der Autorin Dominique Lorenz die Funken dieser Konfrontation schlägt, ist zwar nicht neu, funktioniert jedoch nicht zuletzt dank der beiden Hauptdarsteller wunderbar“

„Das ist wohl das Verführerische an derartigen Erzählklischees: Allzu oft spielen sie ziemlich nahe an der Realität. Wie man sie neu und in selten treffender Weise interpretiert, beweist ‚Sturköpfe‘ in erfrischender Weise.“